# Pseudopetalophthalmus australis
Pseudopetalophthalmus australis is een aasgarnalensoort uit de familie van de Petalophthalmidae. De wetenschappelijke naam van de soort is voor het eerst geldig gepubliceerd in 1982 door Panampunnayil.